# Al Pike
Al Pike (nacido en 1961 en Nueva York) es un músico estadounidense, reconocido por haber pertenecido a las agrupaciones Reagan Youth y Samhain.

## Carrera
Pike se unió a la banda de hardcore punk Reagan Youth en 1981, convirtiéndose en su segundo bajista. Permaneció en la banda hasta 1984, tocando en el álbum debut Youth Anthems for the New Order. En 1983 Pike hizo parte de la alineación inicial de la banda Samhain, pero debido a otros compromisos su estancia en la agrupación fue muy corta, solamente aportando en la grabación de una canción del álbum Initium. En 2006, Pike ingresó nuevamente a Reagan Youth junto al guitarrista original Paul Bakija, pero abandonó la formación en 2011.